# Tycherus bifarius
Tycherus bifarius är en stekelart som först beskrevs av Berthoumieu 1892.  Tycherus bifarius ingår i släktet Tycherus och familjen brokparasitsteklar. Inga underarter finns listade i Catalogue of Life.